# Euophrys skalanicus
Euophrys skalanicus är en spindelart som beskrevs av Dobroruka 2002. Euophrys skalanicus ingår i släktet Euophrys och familjen hoppspindlar. Inga underarter finns listade i Catalogue of Life.